# Valentino Miserachs Grau
Valentino Miserachs Grau (San Martín Sasgayolas, Barcelona, 1943) es un presbítero, director de coro y compositor español, exdirector de la Capilla Musical Liberiana de la basílica de Santa María la Mayor en Roma y exdecano del Pontificio Instituto de Música Sacra entre 1995 y 2012. 

## Biografía
Con seis años empieza a estudiar teoría de la música y solfeo, el piano, y también comenzó a practicar acompañamiento y composición improvisada. A los ocho años ya es organista en su iglesia parroquial y también toca en otras iglesias de la zona.
En 1954 entra en el seminario diocesano de Vich, y en 1960 asiste al de Bilbao con un breve período en la Universidad Pontificia de Comillas. Después de estudios no solo musicales sino también teológicos, filosóficos y humanistas, en 1963 se traslada a Roma para estudiar en la Universidad Pontificia Gregoriana, donde en 1967, ya sacerdote, obtiene el licenciado en teología.
En el mismo año se incorpora al Pontificio Instituto de Música Sacra, donde en 1969 obtiene el título de canto gregoriano, y retoma el estudio de la composición con el maestro Armando Renzi. Con la profesora Anna Maria Polcaro estudia órgano en el conservatorio de L'Aquila. Al mismo tiempo, participa en los ensayos del Instituto Pontificio de Música Sacra como un director de orquesta, organista y pianista, incluso con composiciones propias. Escribe numerosas piezas para la liturgia en catalán. Renzi le encomienda la composición de diferentes misas, salmos y motetes para la Cappella Giulia de la Basílica de San Pedro de la Ciudad del Vaticano, cerca de la cual a menudo también toca como organista.
En 1972, después de asistir al curso superior de órgano en el Conservatorio Santa Cecilia en Roma, en la escuela de Fernando Germani, se gradúa en Órgano y Composición en el Conservatorio de Niccolò Piccinni en Bari.
En 1973 Domenico Bartolucci, su maestro de polifonía, le llama a unirse a él en la dirección de la Capilla Musical Liberiana de la basílica de Santa María la Mayor, como vicedirector. En 1977 se convierte en director en todos los aspectos, con el nombramiento oficial en 1985. Como director de la Capilla Liberiana su actividad como compositor se incrementa notablemente.
Desde 1975 a 1980 es organista de la Cappella Giulia de la Ciudad del Vaticano, para la que continúa componiendo. También participa como organista en diversos conciertos y grabaciones hechas en esta capilla y en otras ciudades italianas. Al mismo tiempo mantiene una activa labor como organista en Roma, Italia y el extranjero.
En 1976 se gradúa con honores en composición en el Conservatorio de Piccinni en Bari, dirigida en ese entonces por Nino Rota, con el oratorio Isaías para solistas, coro y orquesta. En el curso 1976/77 asiste en el Instituto Pontificio de Música Sacra a la clase de Composición Sacra de Bartolucci, y en 1977 obtiene el título de profesor de Composición con el oratorio Stephanus para solistas, coro y orquesta.
Desde 1977 hasta 1982 ocupa la cátedra de Composición en el Conservatorio nacional ER Duni de Matera, con el que conserva excelentes relaciones. En el mismo período es director artístico del Coro Vallicelliano de Roma, con el que  realiza numerosos conciertos en la capital y en el Lacio, así como un recorrido por varios centros de Cataluña.
En 1975 inicia la enseñanza de piano en la Escuela de Música de la AISC en Roma y hasta 1994, enseña composición, órgano y dirección polifónica, tomando clases de práctica coral y orquestal. Se dedica también a enseñar en la Escuela de Música "Tomás Ludovico da Victoria", de cuyos consejos directivo y de enseñanza es miembro. De la clase de canto coral nace el coro TL da Victoria, en el que junto a la orquesta sinfónica de la escuela realiza más de trescientas ejecuciones, contando ensayos, conciertos (incluso en otros países) y celebraciones litúrgicas.
Desde 1995 es decano del Pontificio Instituto de Música Sacra, donde es profesor de alta composición, y profesor anexo de dirección polifónica y lectura de la partitura.
Es canónigo de la Basílica Patriarcal de Santa María la Mayor, Prelado de Honor de Su Santidad y protonotario apostólico.
Durante los servicios litúrgicos de la Capilla Musical Liberiana en la Basílica de Santa Maria Maggiore, desde 1989 está acompañado por el maestro organista emérito Juan Solé Paradell, y posteriormente por Gabriele Terrone, estudiante del anterior, que desde 2011 ostenta el título de manera efectiva.

## Obras
Entre su amplia producción musical que comprende alrededor de mil títulos entre música litúrgica, sinfónico-coral, instrumental y popular, se encuentra:
- Isaías (1976), una acción sacra para solistas, coro y orquesta.
- Stephanus (1977), oratorio para solistas, coro y orquesta.
- Beata Virgo Maria Mater Ecclesiae Christi et Typus (1982), oratorio para solistas, coro y orquesta.
- Nadal (1987), poema sinfónico-coral.
- Suite Manresana (1990), para órgano, orquestada en 1991.
- Esclat Berguedá (1990), para coro y orquesta.
- Cants de la liturgia (1998).
- Els Pastorets de Calaf (1986-2000), para coro y cobla.
- Mil Anys (2004), el oratorio del milenio de Santa María de Igualada, para solistas, coro y orquesta.
- Puccini (2008), para orquesta, escrita con ocasión del 150 aniversario del nacimiento de Giacomo Puccini.
- Pau i Fructuós (2009), oratorio para solistas, coro y orquesta.
- Noces de Sang (2011), oratorio para solistas, coro y orquesta.

Sus obras han sido publicadas y grabadas en CD por Ediciones Carrara, Ediciones Paoline y LDC de Turín.

## Honores
- 1991: Hijo eminente de San Martín Sasgayolas.
- 1992: Hijo adoptivo de Prats del Rey.
- 1999: Encomienda de Alfonso X el Sabio de España.
- 2000: Oficial de la Orden de las Artes y las Letras de Francia.
- 2000: Premio Batista i Roca por la promoción de la cultura catalana en el extranjero.
- 2001: Creu de Sant Jordi de la Generalidad de Cataluña.
- 2002: Académico de la Academia Europea de la Cultura.
- Targa Europa para la música.
- Cruz pro piis meritis de la Orden de Malta de Francia.
- Comandante de la Orden del Santo Sepulcro de Jerusalén.
- 2007: Académico de la Real Academia Catalana de Bellas Artes de San Jorge de Barcelona.
- 2008: un ciudadano honorario de la ciudad de Patrica (Frosinone, Italia).
- 2009: Canónigo Honorario de la Catedral de Santa María de Tarragona
- 2010: Diploma de Serveis distingits de Tarragona.
- 2010: Premio Omnium Cultural Anoia (Cataluña).
- 2010: Caballero de la Legión de Honor de la República Francesa.

Es miembro de honor de la Academia Pontificia de los Virtuosos del Panteón.